# Округ Личфилд (Конектикат)
Округ Личфилд (енгл. Litchfield County) је округ у америчкој савезној држави Конектикат.

## Демографија
По попису из 2010. године број становника је 189.927, што је 7.734 (4,2%) становника више него 2000. године.
| Група             | 2000.           | 2010.           |
| Белци             | 172.154 (94,5%) | 173.403 (91,3%) |
| Афроамериканци    | 1.998 (1,1%)    | 2.558 (1,3%)    |
| Азијати           | 2.137 (1,2%)    | 2.908 (1,5%)    |
| Хиспаноамериканци | 3.894 (2,1%)    | 8.535 (4,5%)    |
| Укупно            | 182.193         | 189.927         |